# Dietilamina
La dietilamina, en anglès:Diethylamine, és una amina secundària amb l'estructura molecular CH₃CH₂NHCH₂CH₃ (també escrita com C₄H11N). És un líquid incolor inflamable fortament alcalí. És miscible amb l'aigua i l'etanol. Té una olor desagradable.
La dietilamina es fabrica a partir de l'etanol i l'amoníac i s'obté juntament amb l'etilamina i la trietilamina. Es fa servir com inhibidor de la corrosió i en productes de la goma, resines, tints i productes farmacèutics.
La dietilamina és corrosiva i en contacte amb la pell pot causar irritacions o cremades.